# Salto Pacheco
Salto Pacheco o Cascadas Pacheco (también escrito Salto Arapan Merú, o en pemón: Arapan Merú)
es una caída de agua localizada en el área protegida conocida como Parque Nacional Canaima, al sureste del país suramericano de Venezuela. Administrativamente es parte del Municipio Gran Sabana del Estado Bolívar.
Cerca de las cascadas existe un campamento con el mismo nombre pemón de Arapan. Posee una altura de unos 25 metros, y sus aguas provienen de la quebrada homónima (Pacheco). Se caracteriza por ser una cascada clara en el medio de un bosque muy verde, además resaltan los colores y formas de sus rocas y pozos de agua.